# Teodorówka (gmina Biłgoraj)
Teodorówka – kolonia w Polsce położona w województwie lubelskim, w powiecie biłgorajskim, w gminie Biłgoraj.
W latach 1975–1998 miejscowość należała administracyjnie do województwa zamojskiego. 
Wieś wchodzi w skład sołectwa Wola Duża, Wola Mała, Teodorówka w gminie Biłgoraj.  Według Narodowego Spisu Powszechnego z roku 2011 wieś liczyła 147 mieszkańców i była 23. co do wielkości miejscowością gminy.
Teodorówka leży przy drodze powiatowej nr 2922L (Biłgoraj – Wolaniny). Otoczona jest lasami Puszczy Solskiej i znajduje się na wschodnich obrzeżach Biłgoraja.
Od 1957 w Teodorówce funkcjonuje Dom Pomocy Społecznej dla osób niepełnosprawnych intelektualnie.
Wierni Kościoła rzymskokatolickiego należą do parafii św. Kazimierza Królewicza w Radzięcinie.